# 외즈튀르크 세레길
외즈튀르크 세레길(Öztürk Serengil, 1930년 5월 2일 아르트빈 ~ 1999년 1월 11일)은 튀르키예의 배우이자 희극인이다.